# فلیپه الیوارز
فلیپه الیوارز (اسپانیایی: Felipe Olivares‎؛ زادهٔ ۵ فوریهٔ ۱۹۱۰) یک بازیکن فوتبال اهل مکزیک است.
وی همچنین در تیم ملی فوتبال مکزیک بازی کرده‌است.